# Res Schmid (Politiker)
Res Schmid (* 25. Februar 1958 in Interlaken; heimatberechtigt in Wimmis), bürgerlich Andreas Schmid, ist ein Schweizer Politiker (SVP).

## Leben
Schmid absolvierte 1974–1978 eine Lehre zum Werkzeugmacher und liess sich 1978 zum Militärpiloten ausbilden und wurde Testpilot. Nachdem die Schweizer Luftwaffe in den frühen Neunzigerjahren Mehrzweckkampfflugzeuge des Typs McDonnell Douglas F/A-18 gekauft hatte, war Res Schmid der erste Pilot, der ein solches steuerte.
Er wohnt in Emmetten und übernahm dort 2001 das Präsidium der Ortssektion der Schweizerischen Volkspartei. Im Jahr 2002 wurde er in den Landrat des Kantons Nidwalden gewählt, den er 2009/2010 präsidierte. Seit 2010 ist er Mitglied des Regierungsrats und amtiert dort als Bildungsdirektor und stellvertretender Gesundheits- und Sozialdirektor. Im Amtsjahr 2024/2025 hat Schmid das Amt des Landammanns des Kantons Nidwalden inne.
Schmid ist verheiratet und hat zwei Kinder.